# Ollon
Ollon (toponimo francese) è un comune svizzero di 7 894 abitanti del Canton Vaud, nel distretto di Aigle.

## Storia

### Simboli
La croce scorciata ha sostituito nel XVIII secolo la croce trifogliata simbolo dell'abbazia territoriale di San Maurizio d'Agauno che possedeva una parte importante del territorio del comune, su cui l'abate mantenne i diritti fino al 1636 e il suo feudo fino alla Rivoluzione del 1789.

## Monumenti e luoghi d'interesse

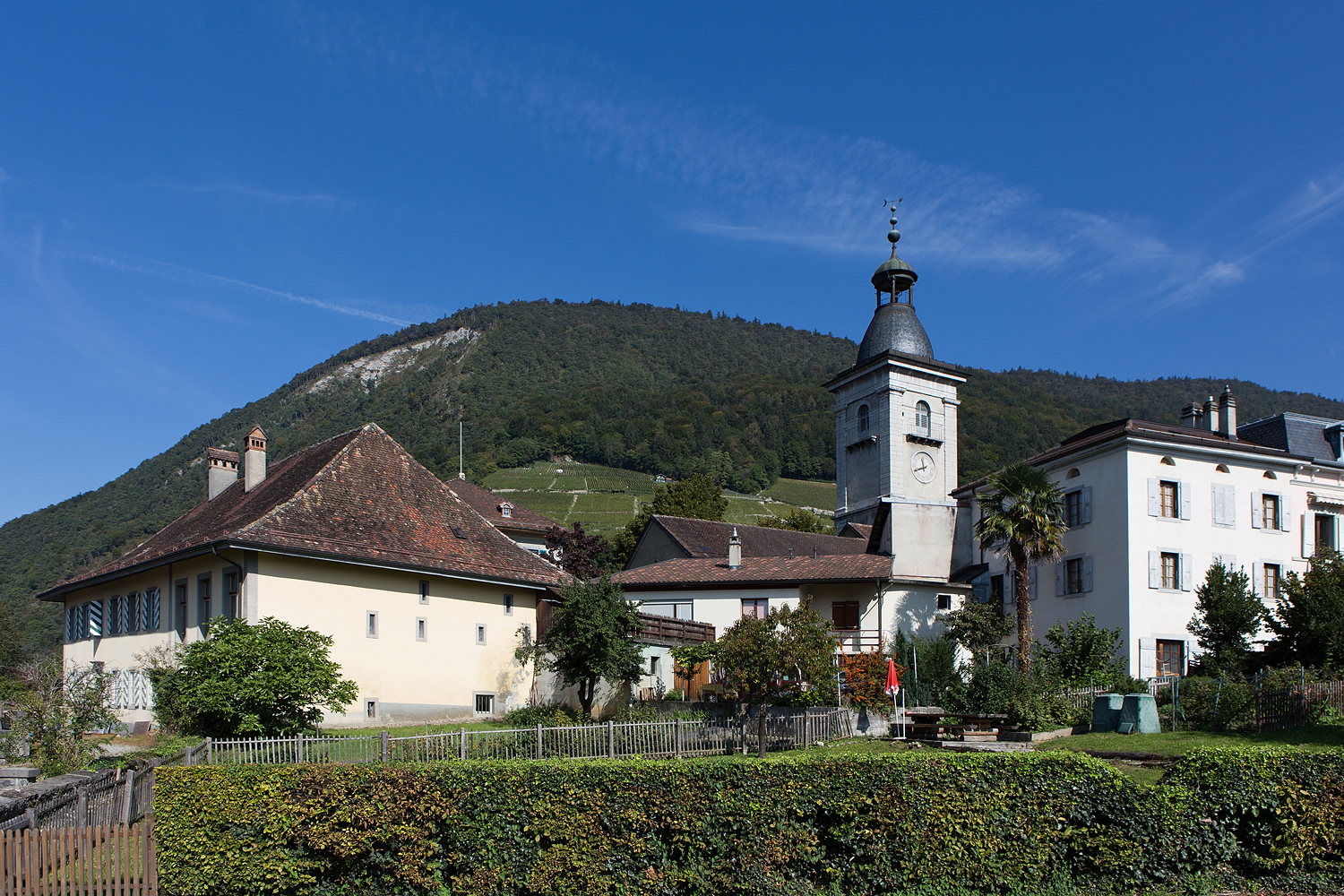
La chiesa di San Vittore

- Chiesa riformata di San Vittore, attestata dal 1179[3].

## Società

### Evoluzione demografica
L'evoluzione demografica è riportata nella seguente tabella:
Abitanti censiti

## Geografia antropica

### Frazioni

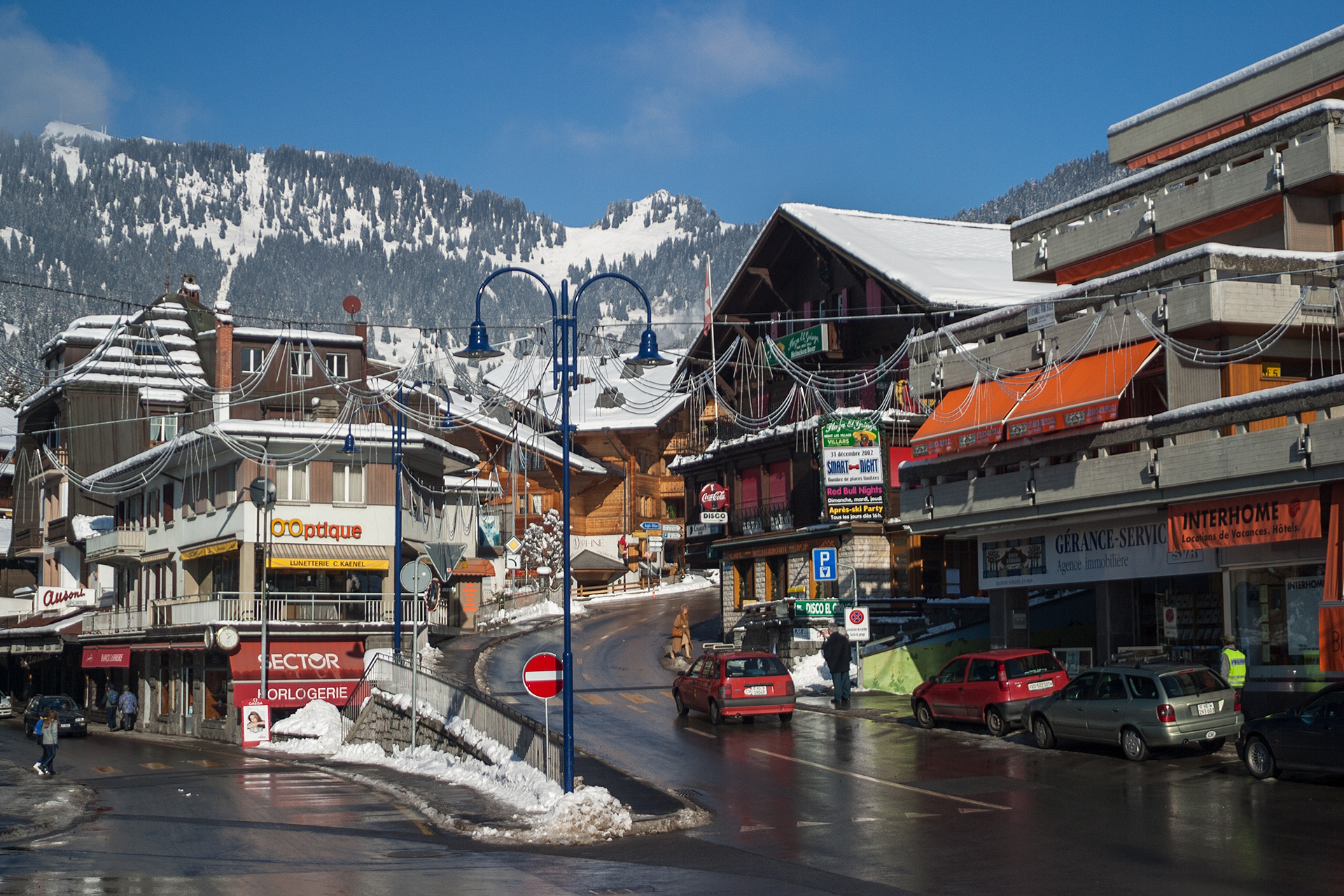
Villars-sur-Ollon

- Antagnes
- Arveyes
- Chesières
- Huémoz
- Panex
- Saint-Triphon
- Villars-sur-Ollon
  - Chesières
  - Villars

## Economia

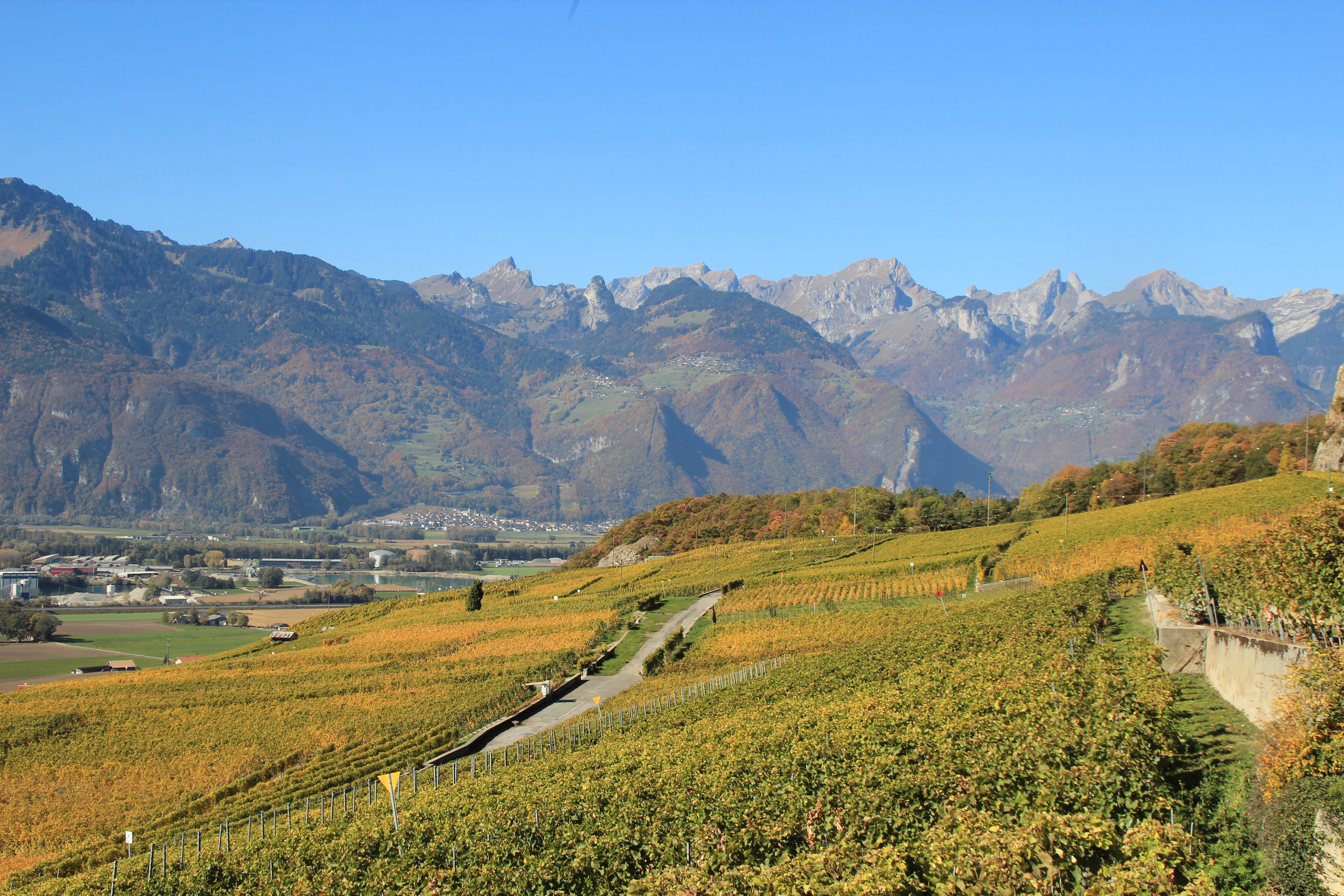
Vigneti a Ollon

Ollon è un importante centro vitivinicolo del Chiablese; la frazione di Villars-sur-Ollon è una stazione sciistica e località di villeggiatura estiva sviluppatasi a partire dagli anni 1850.

## Infrastrutture e trasporti

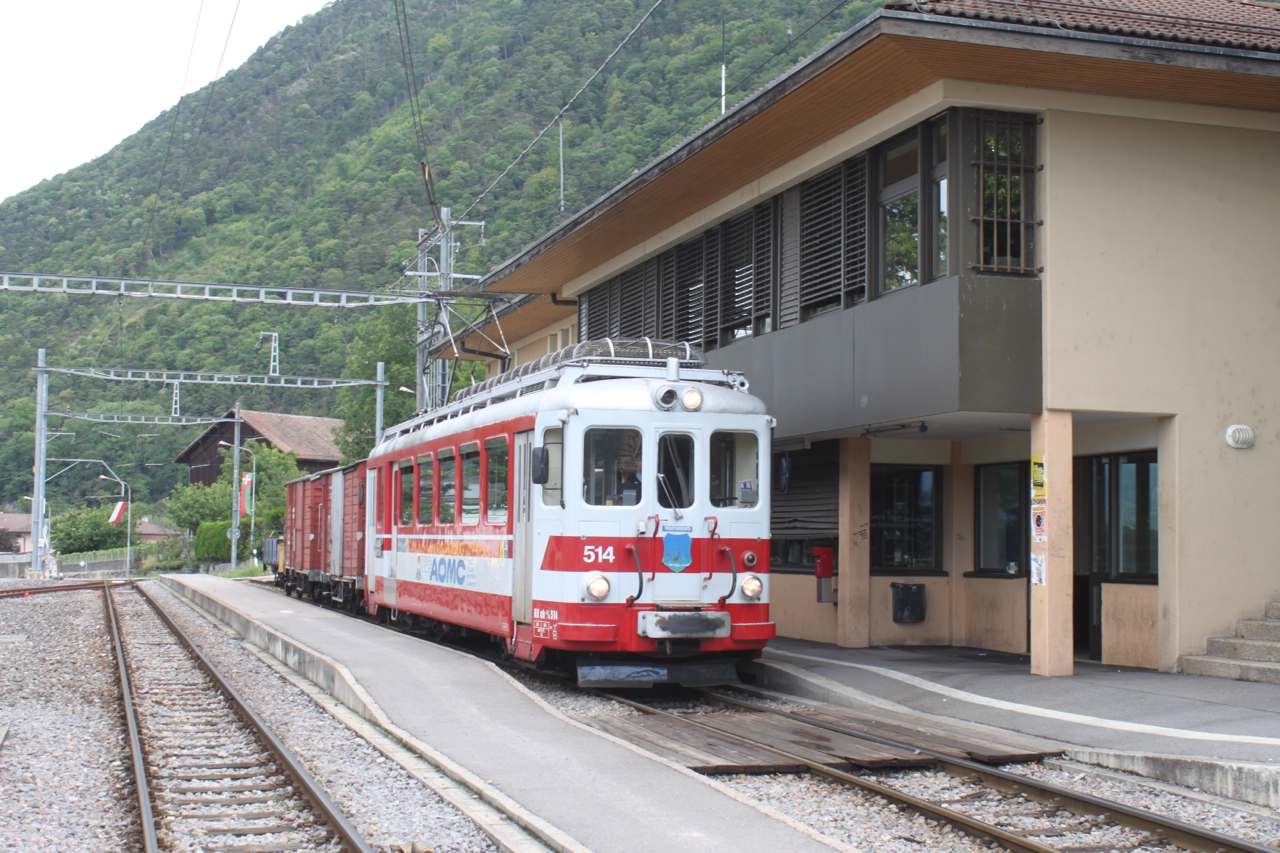
La stazione di Ollon

Ollon è servito dall'omonima stazione e da altre stazioni secondarie della ferrovia Aigle-Champéry.

## Amministrazione
Ogni famiglia originaria del luogo fa parte del cosiddetto comune patriziale e ha la responsabilità della manutenzione di ogni bene ricadente all'interno dei confini del comune.

## Sport
Ollon è sede della squadra di hockey su ghiaccio Villars Hockey Club.